# Korrekturzuckerung
Korrekturzuckerung ist der seit Änderung EU-Fruchtsaft-Richtlinie im Jahre 2012 mit Übergangsfrist bis 28. April 2015 nicht mehr zugelassene Zusatz von Zucker in Fruchtsäften zur Korrektur des sauren Geschmacks.
Die rechtliche Basis für die Korrekturzuckerung fand sich in der auf der Grundfassung der EU-Richtlinie von 2001 basierenden deutschen Fruchtsaft- und Erfrischungsgetränkeverordnung und den entsprechenden Umsetzungsvorschriften anderer Mitgliedstaaten. Die Korrekturzuckerung war nicht deklarationspflichtig, allerdings durften korrekturgezuckerte Produkte nicht die Klassifizierung „ohne Zuckerzusatz“ führen. Der Zusatz an Zucker im Wege der Korrekturzuckerung durfte höchsten 15 Gramm Zucker pro Liter Fruchtsaft betragen.
Abzugrenzen war die Korrekturzuckerung von der Zuckerung zur Erzielung eines süßen Geschmacks. Derartiger Saft war mit „gezuckert“ oder „mit Zuckerzusatz“ zu kennzeichnen, gefolgt von der Angabe der höchstens zugesetzten Zuckermenge in Gramm je Liter – höchstzulässig waren 150 Gramm Zucker pro Liter Fruchtsaft.